# باشگاه فوتبال هنان
باشگاه فوتبال هنان سونگشان لونگمن (به چینی: 河南建业) یک باشگاه فوتبال در شهر ژنگژو در کشور چین می‌باشد که در سوپر لیگ فوتبال چین بازی می‌کند
این باشگاه در سال ۱۹۵۸ تأسیس شده‌است.